# Efisio Colombino
Efisio Colombino (Torino, 10 ottobre 1922 – ...) è stato un calciatore italiano, di ruolo ala.

## Carriera
Ha giocato in Serie A con il Genoa, e due stagioni con il Pavia.